# Todi
Todi est une commune italienne d'environ 17 300 habitants, située dans la vallée du Tibre (Tevere en italien), dans la province de Pérouse, dans la région Ombrie, en Italie centrale.

## Histoire
Ville datant de l'antiquité préromaine (son nom vient du terme étrusque tular qui signifie sommet), elle est la ville d'où est originaire la famille de Trajan.

## Monuments et patrimoine
- Cathédrale de Todi
- Église San Carlo
- Église Santa Maria della Consolazione
- Piazza del Popolo
- Palazzo dei Priori

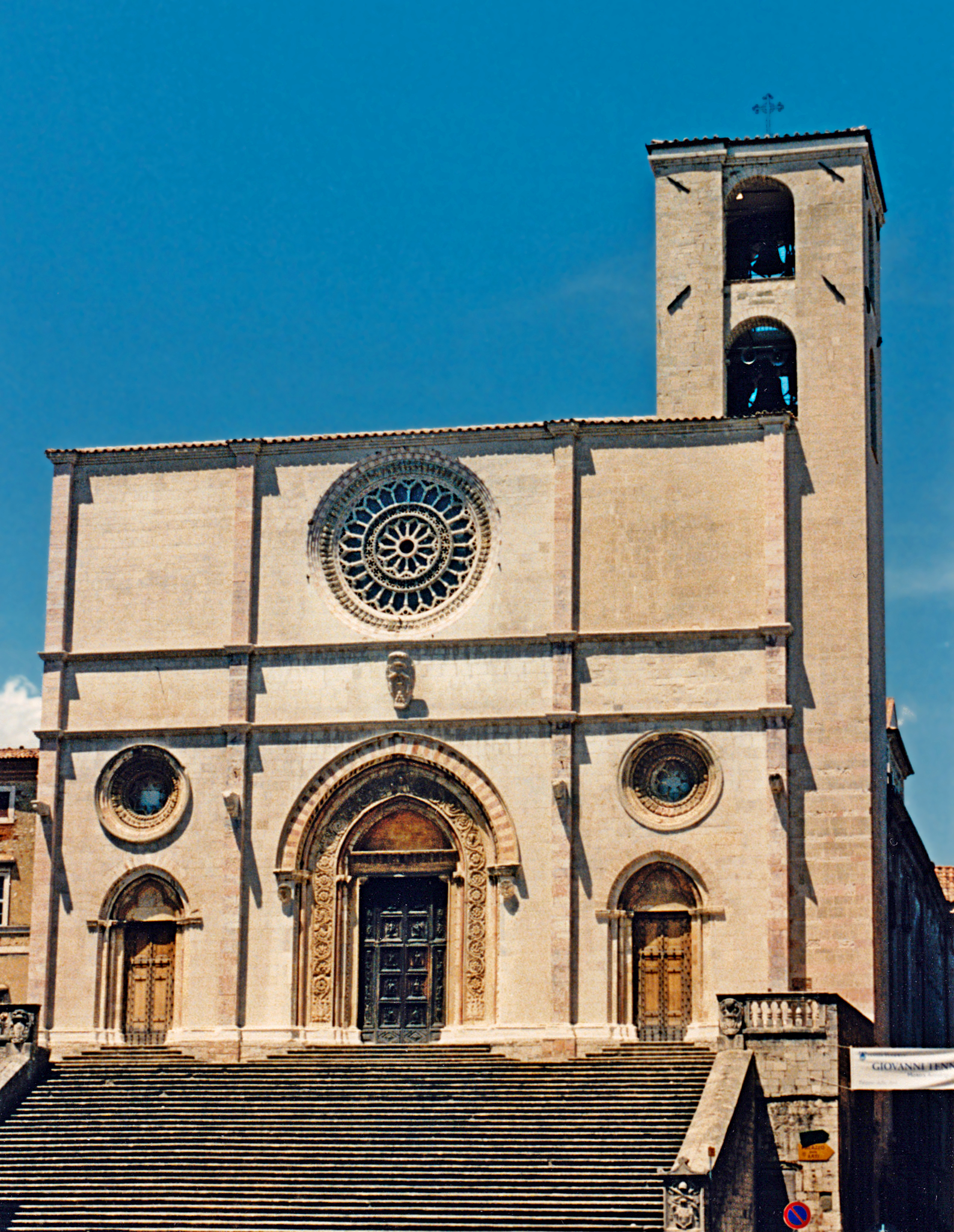
Cathédrale de Todi.
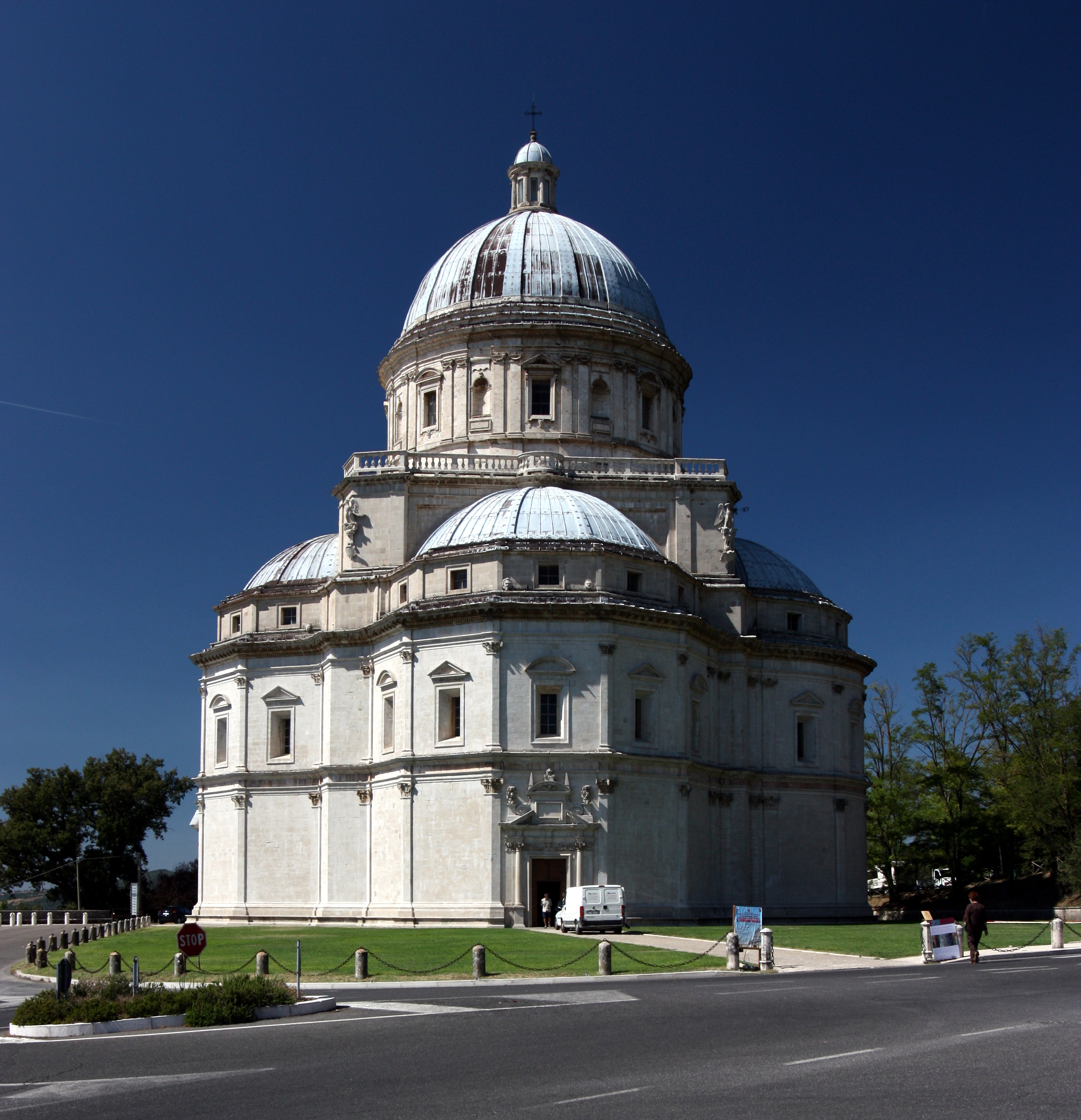
Église Santa Maria della Consolazione.
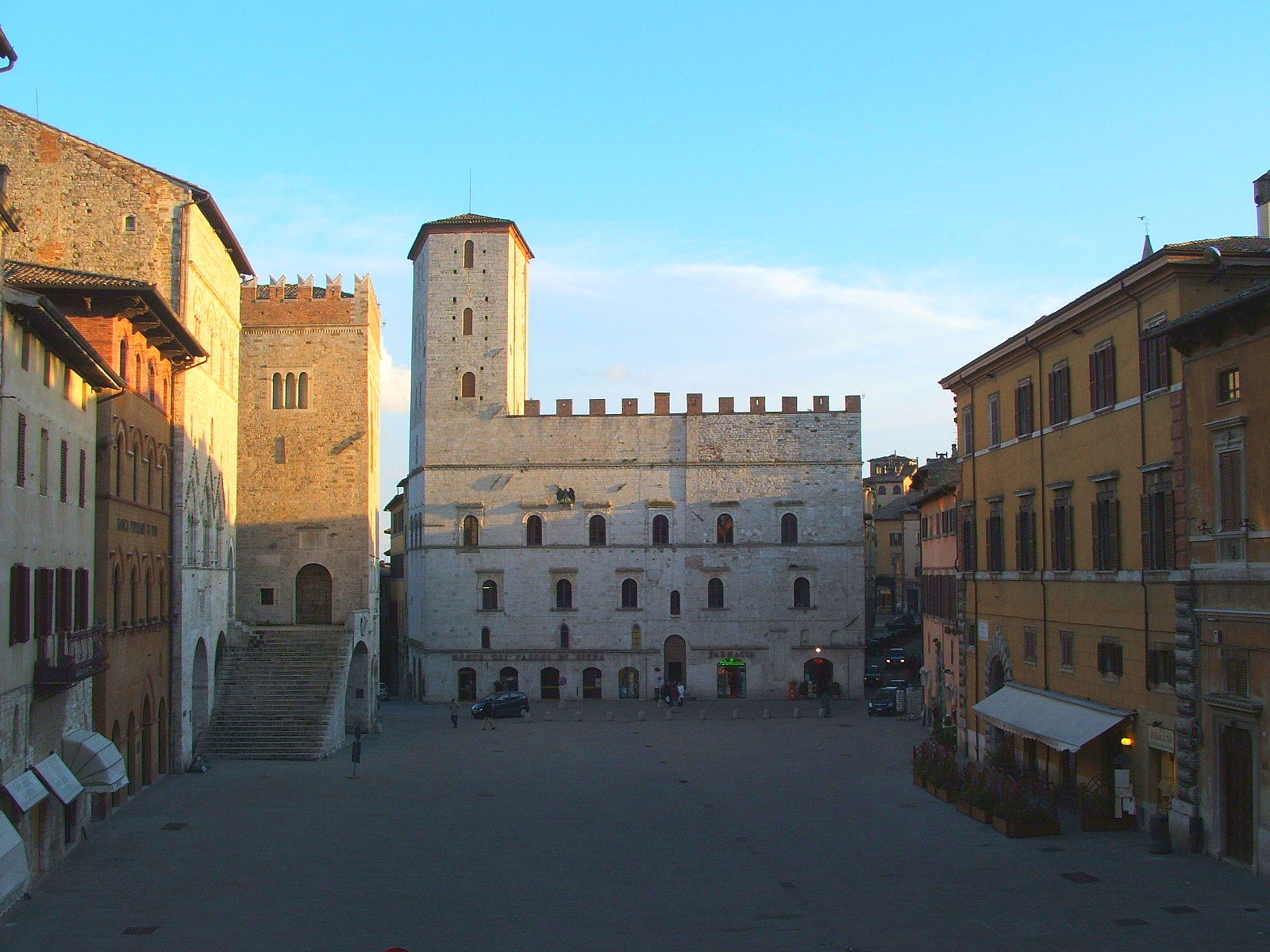
Piazza del Popolo - au fond, le palais des Prieurs.
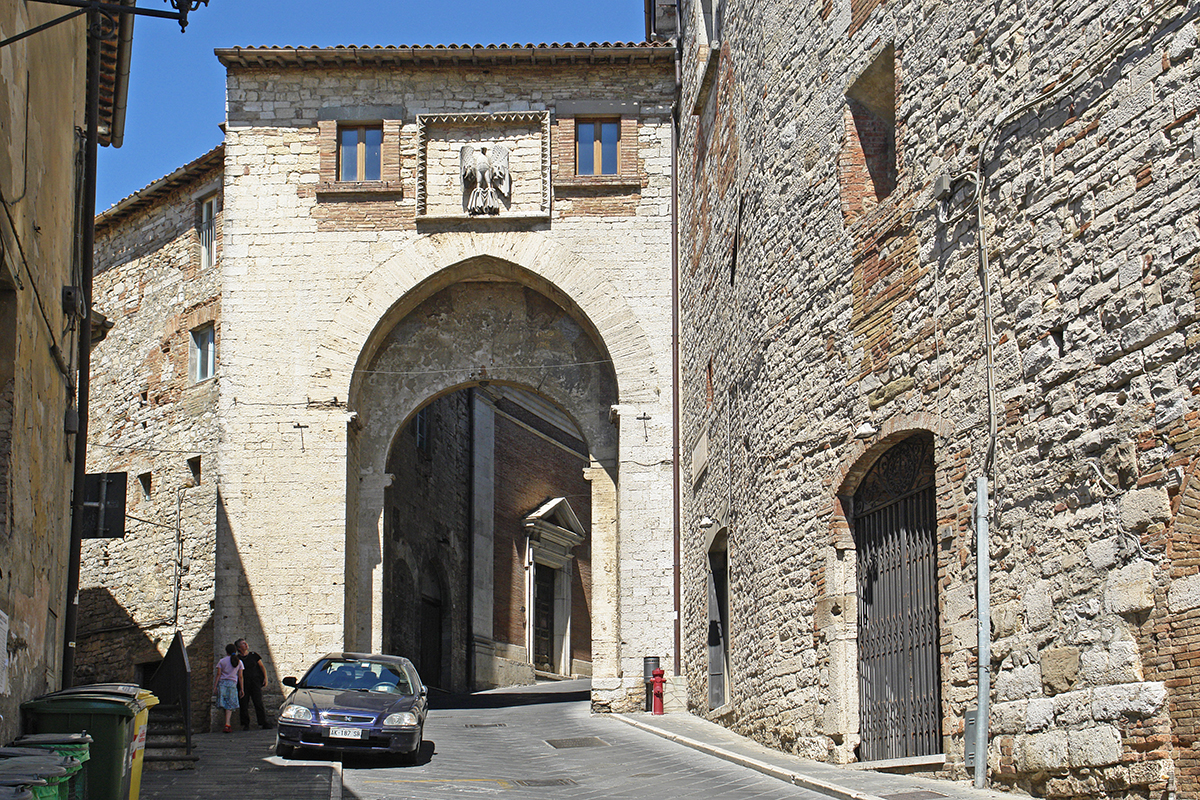
Porte de ville.
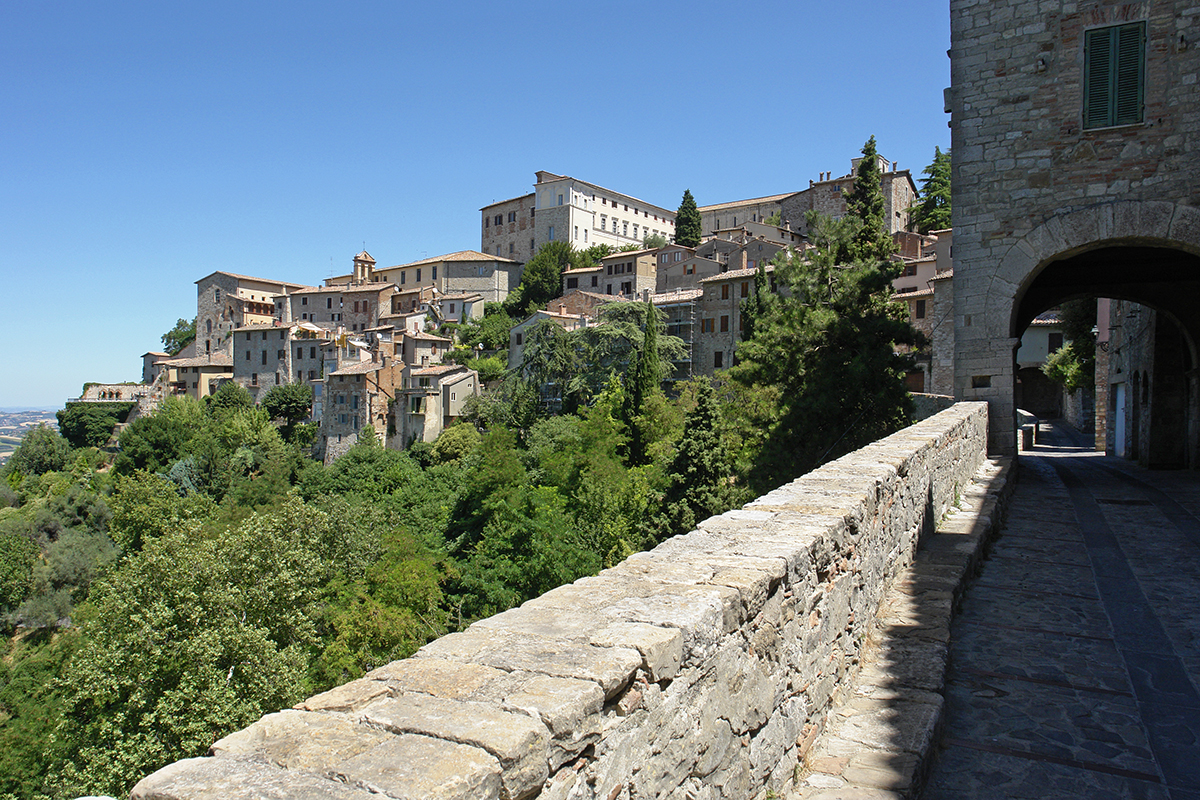
Vue sur la ville.
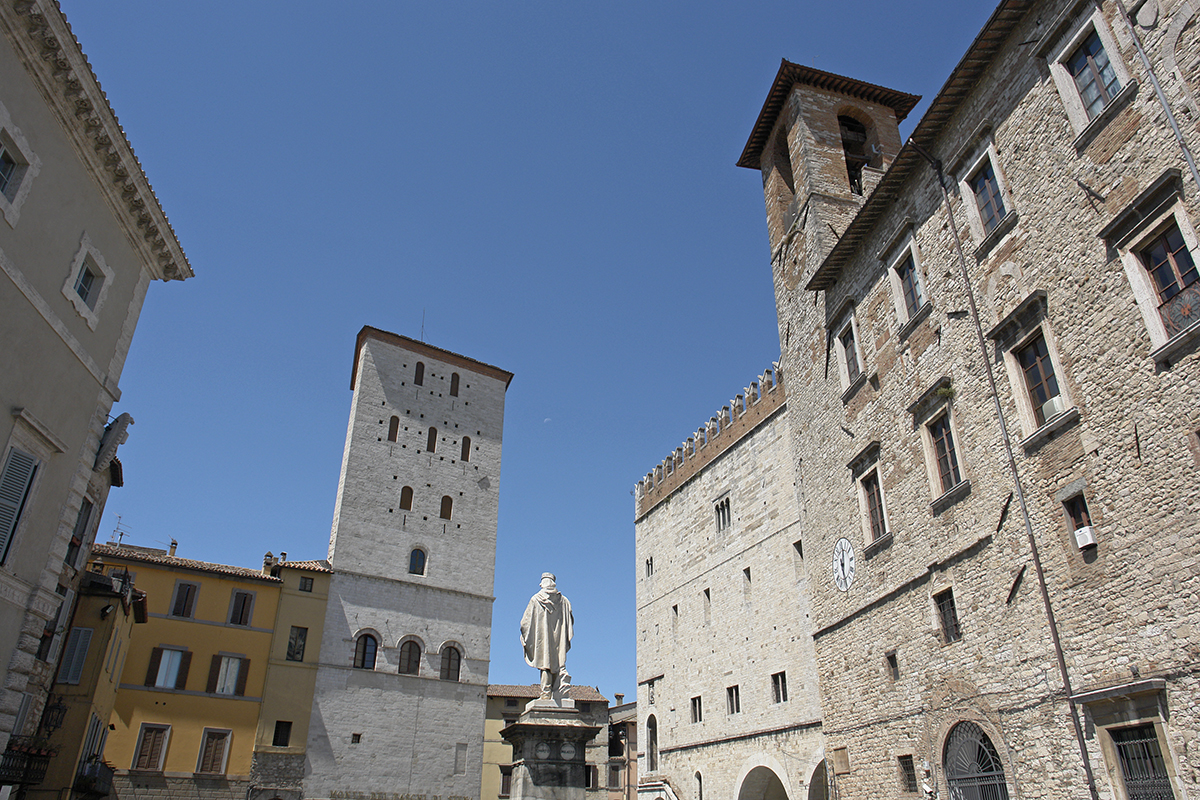
Place Garibaldi.
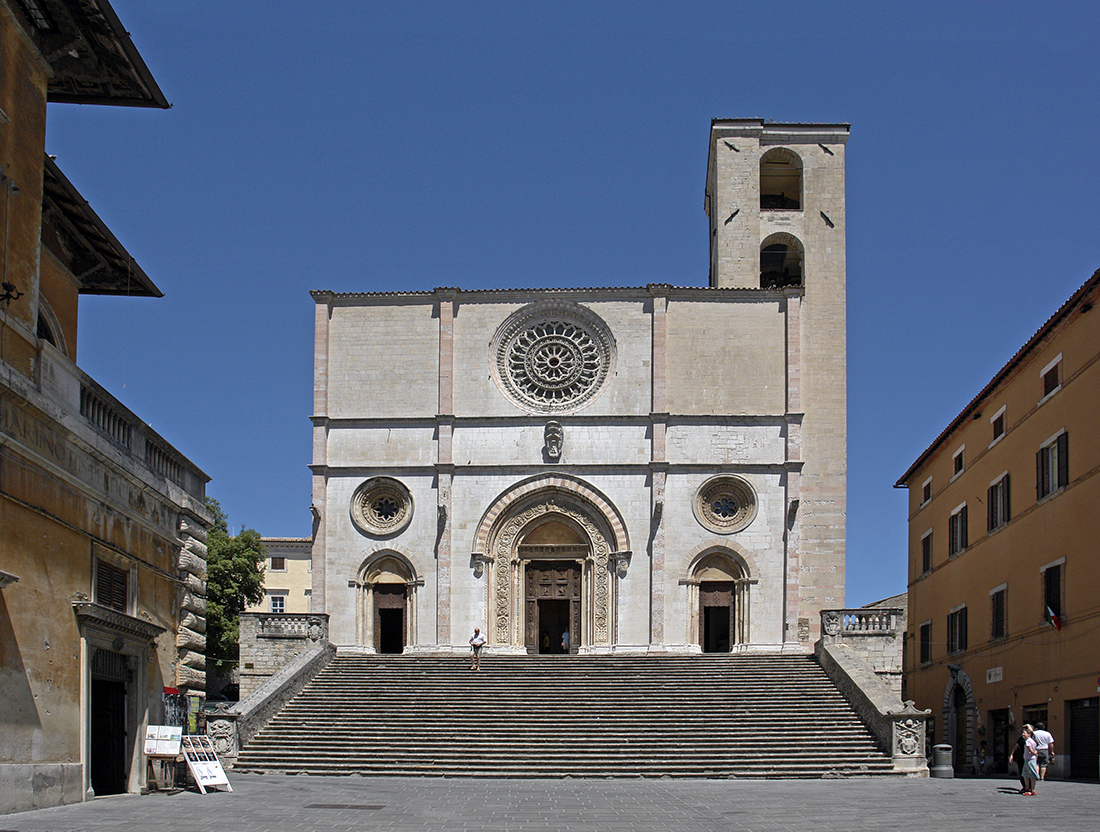
Duomo.

## Administration
| Période                                  | Période | Identité      | Étiquette | Qualité |
| ---------------------------------------- | ------- | ------------- | --------- | ------- |
|                                          |         | Carlo Rossini | Gauche    |         |
| Les données manquantes sont à compléter. |         |               |           |         |

### Hameaux
Asproli, Cacciano, Camerata, Canonica, Casemascie, Cecanibbi, Chioano, Colvalenza, Crocefisso, Cordigliano, Duesanti, Ficareto, Fiore, Frontignano, Ilci, Izzalini, Loreto, Lorgnano, Montemolino, Montenero, Monticello, Pantalla, Pesciano, Petroro, Pian di Porto, Pian di San Martino, Pontecuti, Stazione, Porchiano, Quadro, Ripaioli, Romazzano, Rosceto, San Damiano, Torre Ceccona, Torre Gentile, Vasciano

### Communes limitrophes
Acquasparta, Avigliano Umbro, Baschi, Collazzone, Fratta Todina, Gualdo Cattaneo, Marsciano, Massa Martana, Monte Castello di Vibio, Montecchio, Orvieto, San Venanzo

### Jumelages
- Koudougou (Burkina Faso)
- Dreux (France)

## Personnalités liées à la commune
- Martin Ier, mort à Cherson (Crimée) le 15 septembre 655.
- Jacopone da Todi (°1230 - †1306), moine franciscain et poète.
- Bénigne de Todi († vers 304), prêtre martyr ; saint chrétien fêté le 13 février.
- Romaine († 324), vierge et ascète à Todi, sur les bords du Tibre ; fêtée le 23 février[2].
- Matteuccia de Francesco, religieuse brûlée vive pour sorcellerie en 1428.
- Patrizia Cavalli (1947-2022), poétesse italienne.
- Pietro Paolo Sensini, peintre.

## Sport
La ville organise chaque année en septembre un tournoi de tennis sur terre-battue du circuit ATP Challenger Tour.